# 印第安纳大学印第安纳波利斯分校
印第安纳大学印第安纳波利斯分校（Indiana University Indianapolis）是一所位于印第安纳州首府及最大城市印第安纳波利斯的公立研究型大学，是印第安纳大学系统的核心校区之一。该校是2024年印第安纳大学与普渡大学印第安纳波里斯联合校区一分为二的产物，位于印第安纳波利斯市中心的怀特河和福尔克里克沿岸。
印第安纳大学印第安纳波利斯分校拥有印第安纳大学医学院和印第安纳大学牙科学院的主要校区，此外还有麦金尼法学院。